# 納穆魯納河
21°39′43″S 48°13′26″E / 21.66194°S 48.22389°E

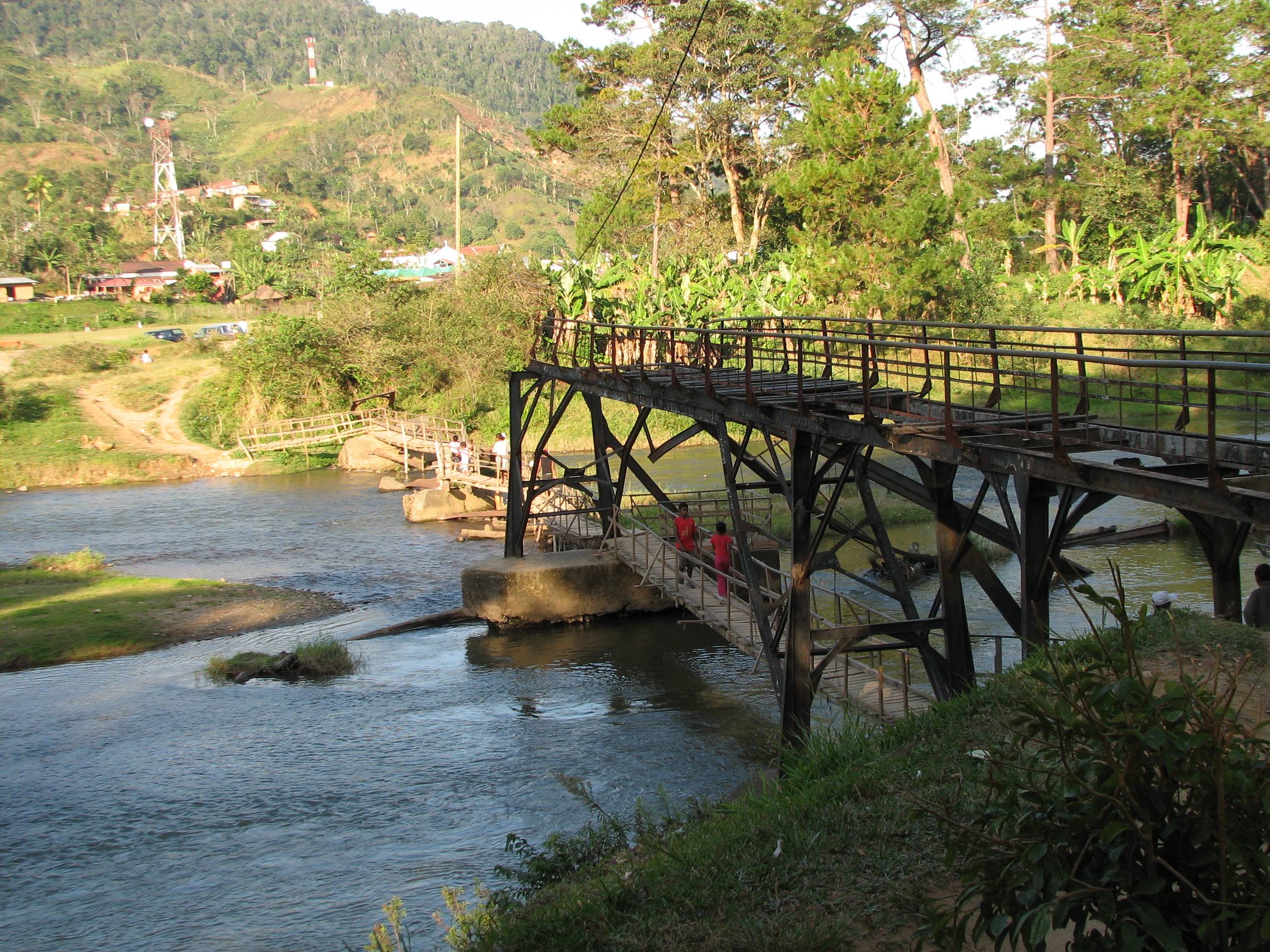

納穆魯納河，是馬達加斯加的河流，位於該國東部，由法土法韋-非圖韋那尼區負責管轄，流經拉努馬法納國家公園，最終在納穆魯納附近注入印度洋。